# Savitaipale
Savitaipale est une municipalité du sud-est de la Finlande. La commune se trouve dans la province de Finlande méridionale et la région de Carélie du Sud.

## Géographie
La commune se situe en bordure ouest du grand lac Saimaa. Elle compte des dizaines d'autres lacs de petite taille. Environ 2 600 maisons de vacances ont été construites dans ce paysage largement préservé.
Le centre administratif concentre les 2/3 de la population de la commune. Traversé par le deuxième Salpausselkä, le village est situé à 37 km du centre de la capitale régionale Lappeenranta, à laquelle il est relié par la nationale 13. Mikkeli est à 70 km et Helsinki à 220 km.
Les municipalités voisines sont Suomenniemi au nord-ouest, Taipalsaari à l'est, Lemi au sud-est, Luumäki au sud, Valkeala au sud-ouest (Vallée de la Kymi) et Mäntyharju à l'ouest (Savonie du Sud). À noter une frontière lacustre avec Puumala au nord-est, au-delà du Saimaa.

## Démographie
Depuis 1980, l'évolution démographique de Savitaipale est la suivante, :
| Année      | 1980  | 1985  | 1990  | 1995  | 2000  | 2005  |
| ---------- | ----- | ----- | ----- | ----- | ----- | ----- |
| population | 5 248 | 4 930 | 4 799 | 4 601 | 4 396 | 4 126 |

| Année      | 2010  | 2015  | 2020  |
| ---------- | ----- | ----- | ----- |
| population | 3 863 | 3 613 | 3 375 |

## Histoire
La paroisse est créée en 1639 par une scission de Taipalsaari. À la fin de la Guerre Russo-Suédoise de 1741-1743, elle est cédée à la Russie mais se retrouve très proche de la nouvelle frontière.
Les russes y construisent l'importante forteresse de Kärnäkoski à côté des rapides et la forteresse de Järvitaipale qui sont terminées en 1793.
Le rattachement de la Finlande à la Russie à la suite de la Guerre de Finlande et du traité de Fredrikshamn rend la forteresse inutile.
Celle-ci a été récemment restaurée et constitue une des principales attractions touristiques de la commune.
L'église en pierre de Savitaipale, construite dans le style du nationalisme romantique par Josef Stenbäck, est inaugurée en 1924.
Aujourd'hui, la commune peine à enrayer la baisse de sa population, notamment en raison de la faible diversification de son économie et du taux de chômage très élevé.

## Lieux et monuments
- Église de Savitaipale
- Peintures rupestres de Niinivuori
- Peintures rupestres Ruuniemi
- Forteresse de Kärnäkoski
- Forteresse de Järvitaipale
- Bibliothèque de Savitaipale
- Lycée de Savitaipale

## Transports
La seututie 378 relie Savitaipale et Luumäki.
Lapeenranta peut être atteinte par la seututie 408 ou par la valtatie 13 et Kouvola par la 377.

## Personnalités
- Toimi Alatalo (1929–2014)
- Jonni Myyrä (1892–1955)

## Galerie

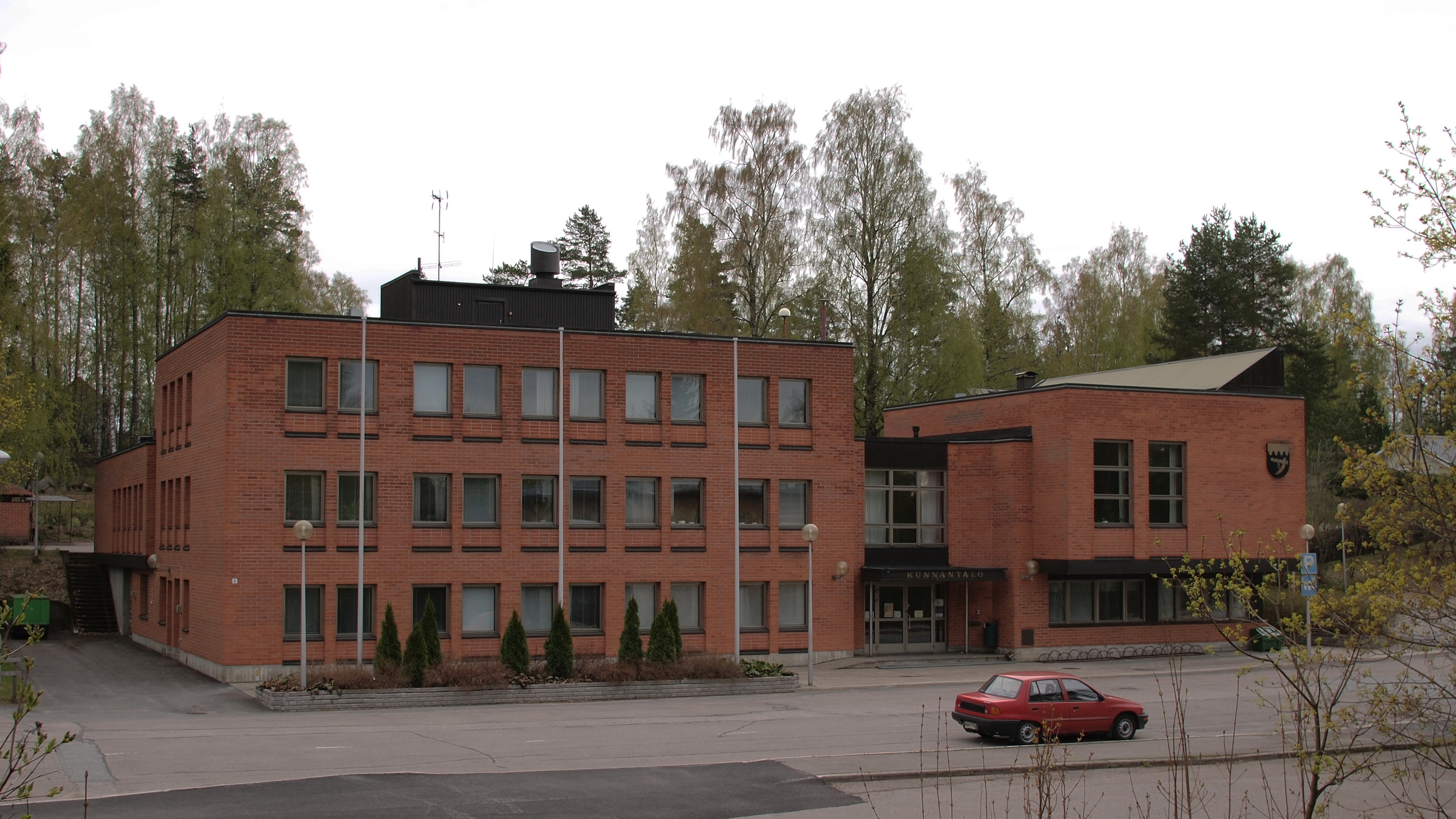
Mairie de Savitaipale.
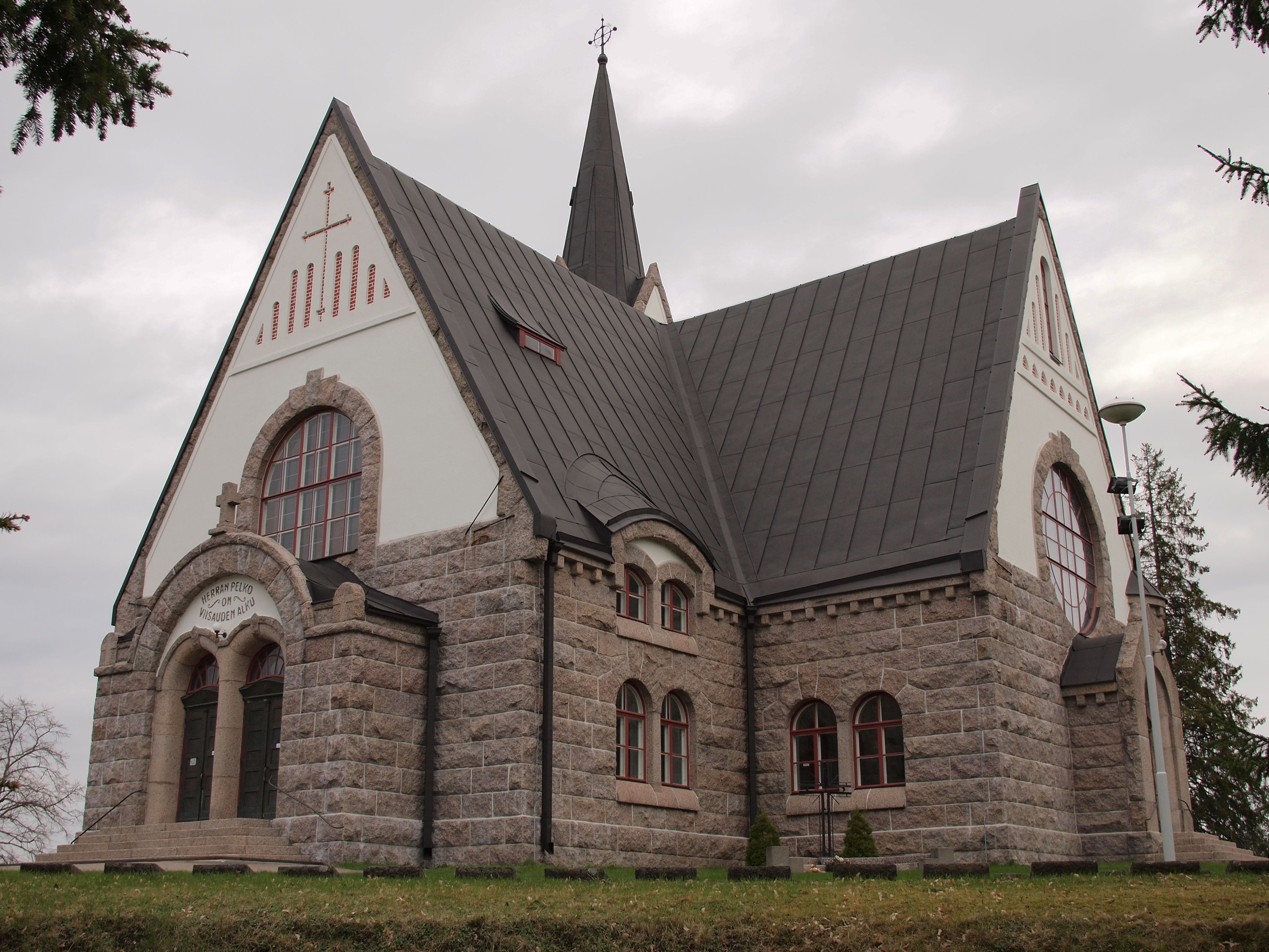
Église de Savitaipale.
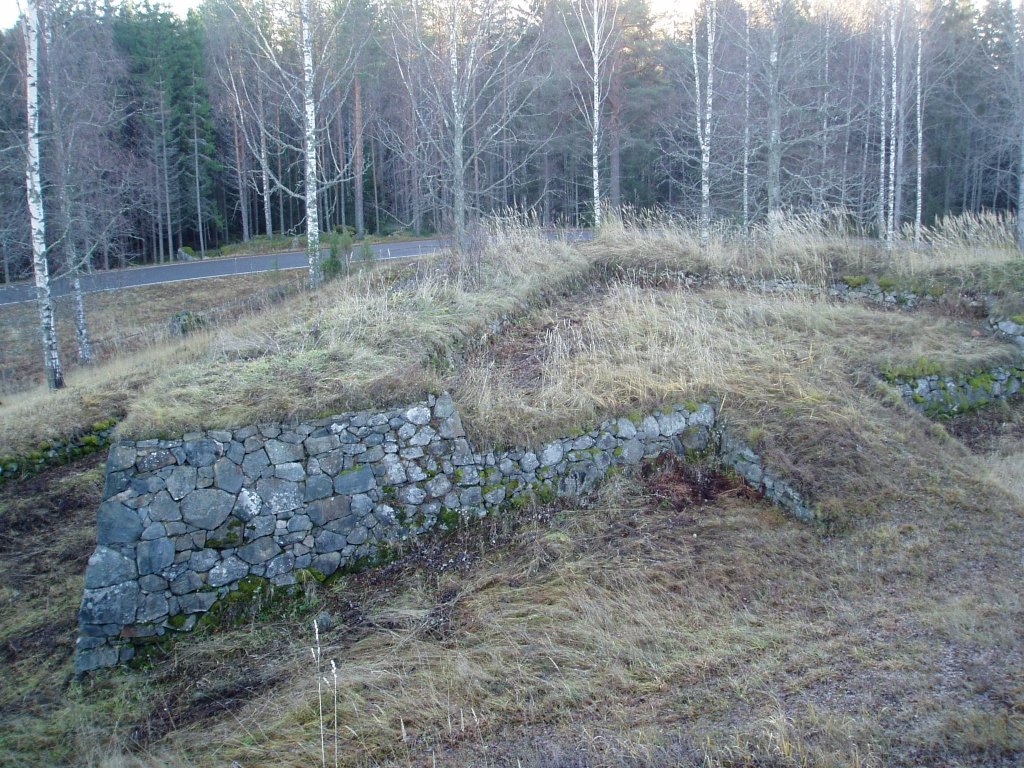
Ravelin de la forteresse de Kärnäkoski.
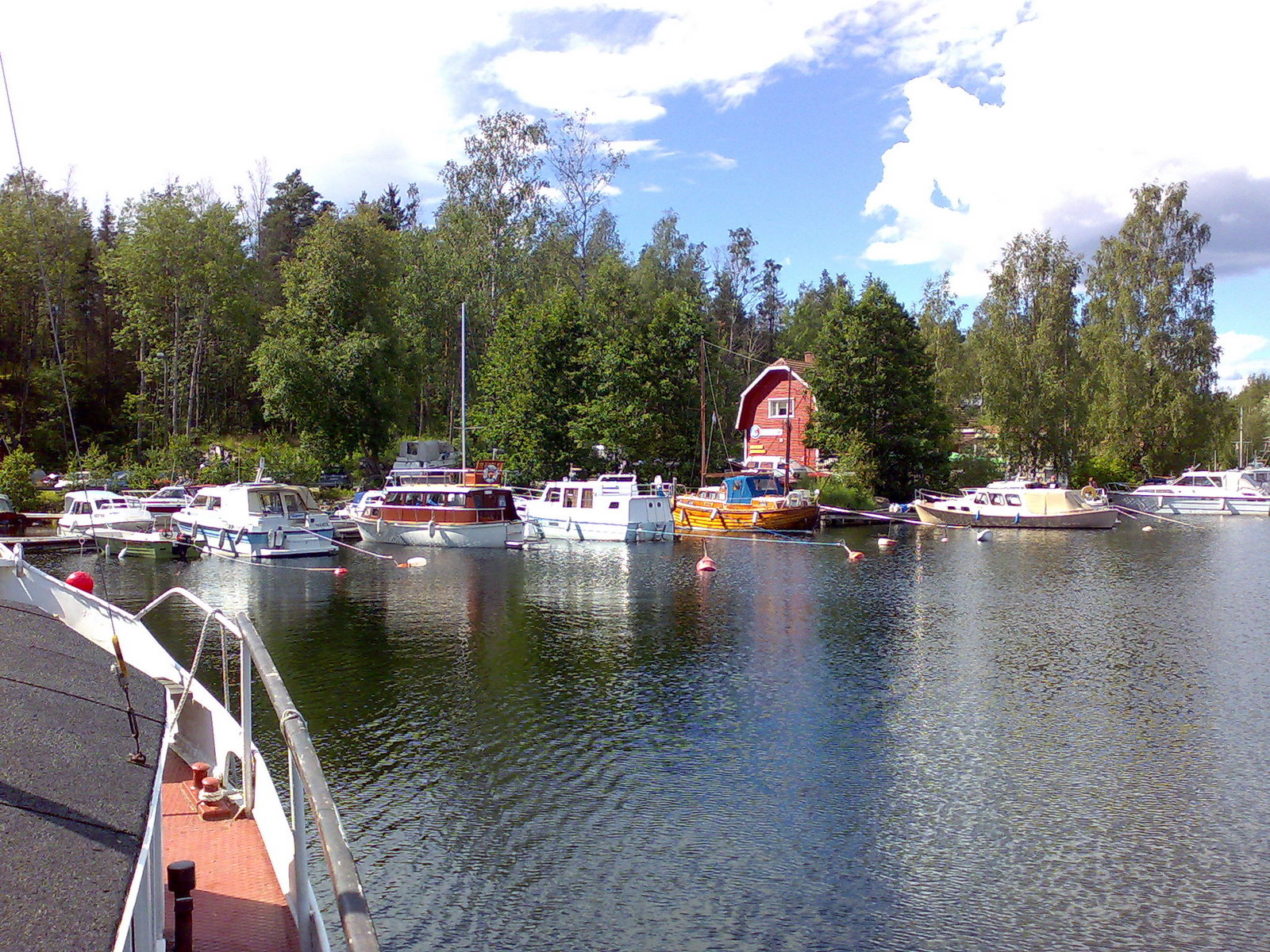
Port de Partakoski.